# Special operations regiment (België)
Het special operations regiment is een van twee brigades in de Landcomponent.
Het Special Operations Regiment (SOR), de voormalige lichte brigade, is de elite en snelle reactie-eenheid van de Belgische landmacht. Het regiment is volledig expeditionair en beschikt over zowel parachuteerbare als amfibische capaciteiten. De troepen gebruiken lichte voertuigen zoals RRV FOX en gepantserde Unimogs om zich te verplaatsen over moeilijk terrein. Verder beschikken ze over 60mm- en 80mm-mortieren voor indirecte vuursteun. Voor luchttransport gebruikt het regiment de A400M en de NH90 TTH.

## Structuur
Special Operations Regiment (SOR)
- Staf & HK-eenheden;
  - tweetalige HQ Special Operations Regiment (HQ SO Regt) in Kwartier Cdt de Hemptinne te Heverlee
- special forces eenheid;
  - tweetalige special forces group (SFG) in Kwartier Cdt de Hemptinne te Heverlee
- Paracommando eenheden;
  - Franstalige 2e bataljon-commando's (2 Cdo) te Flawinne
  - Nederlandstalige 3e bataljon-parachutisten (3 Para) te Tielen, Gavere en het geniedetachement in Burcht.
- Transmissie- en genie-eenheden;
  - Tweetalige 6e groep CIS (6 CIS) in het Kwartier Majoor Housiau te Peutie
  - special forces support group (SFSG), in vorming
- trainingseenheden;
  - trainingscentrum parachutisten (TrC Para) te Schaffen
  - trainingscentrum commando's (TrC Cdo) te Marche-les-Dames

## Opdrachten

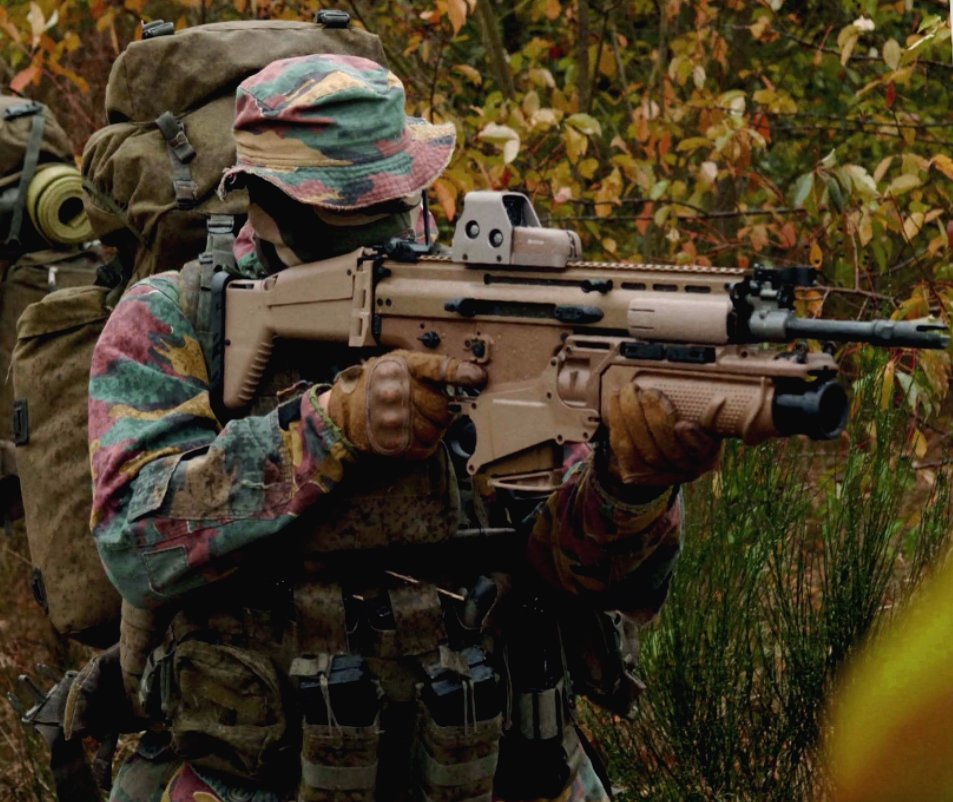
Belgische commando met een SCAR-gevechtsgeweer

Het special operations regiment (SOR) is gespecialiseerd in speciale operaties, expeditionaire en onconventionele oorlogsvoering. De Paracommando-bataljons(477 manschappen elk) worden ingezet als snelle reactie-eenheid voor de NAVO en Belgische strijdkrachten, voor humanitaire opdrachten en samen met de special forces group (SFG). De bataljons zijn in staat om zowel luchtlandings- als amfibische operaties uit te voeren. De belangrijkste eigenschap van de bataljons is dat ze elke hindernis kunnen overschrijden met een minimale logistieke footprint. 
Tijdens een operatie worden de bataljons ondersteund door 6 groep CIS op het vlak van communicatie en informatiesystemen. 6 groep CIS is in staat om deel te nemen aan luchtlandingsoperaties en beschikt over een parachuteerbare capaciteit.
De special forces group is een elite-eenheid van het regiment die bestaat uit 200 personeelsleden getraind in speciale operaties. Een special forces team bestaat uit acht militairen.
De drie hoofdtaken van het Special Operations Regiment zijn:
1. Direct action (sabotage, raids etc.)
2. Military assistance (het opleiden/ondersteunen van militairen uit het buitenland)
3. Special reconnaissance (speciale verkenningsopdrachten uitvoeren)

## Opleidingscentra, onderdeel van SOR
Commandotrainingscentrum: Het trainingscentrum voor commando's is verantwoordelijk voor de opleiding van alle commando-eenheden binnen het regiment. Verder beschikt het ook over zogenaamde pelotons OCT (obstacle crossing team), die opgeleid zijn in het verkennen van moeilijk terrein. Het commandocentrum is gespecialiseerd in het overschrijden van hindernissen en steunt de andere eenheden van het regiment tijdens oefeningen en operaties. Er werken ongeveer 110 militairen in deze eenheid.
Trainingscentrum parachutisten: Het trainingscentrum voor parachutisten leidt alle parachuteerbare eenheden van defensie op. Ook zorgt het voor de luchtbevoorrading van grondtroepen en de verkenning van landingszones voor luchtlandingsoperaties van de rangerbataljons. Hiervoor beschikt het over een peloton pathfinders. In dit trainingscentrum werken 190 militairen.